# Бурятски език
Бурятският език е монголски език, който се говори от малобройно население в автономната руска република Бурятия. Тъй като по времето на СССР бурятският език не се изучава, днес го говорят предимно възрастни хора.
Бурятският език e аглутинативен език като монголския.
Използва кирилска азбука.